# Cyrtopodium
Cyrtopodium is een geslacht van 36 soorten orchideeën uit de onderfamilie Epidendroideae.
Het zijn middelgrote tot grote epifytische planten uit de tropische en subtropische delen van Amerika, gaande van Florida tot Argentinië met als zwaartepunt Brazilië, die voorkomen in zeer gevarieerde biotopen, van schaduwrijke laaglandregenwouden tot open graslanden.
Cyrtopodium-soorten worden gekenmerkt door een zeer rijke bloei, met voor sommige soorten trossen die tot meer dan een meter lang kunnen worden, en daarbij zeer kleur- en vormrijke bloemen. De pseudobulben kunnen tot 70 cm lang worden, wat de Engelse naam 'cigar orchids' verklaard.

## Naamgeving
- Synoniem Tylochilus Nees (1832)
- Engels: Cigar orchids

## Kenmerken
Cyrtopodium-soorten zijn middelgrote tot grote epifytische, lithofytische of terrestrische bladverliezende planten, met clusters van vlezige, korte en dikke of eerder lange (tot 70 cm) en slanke gelede pseudobulben, opgebouwd uit opeenvolgende ringvormige internodia, omhuld door oude bladscheden. De nieuwe bladeren ontstaan aan de top van de pseudobulb, zijn tot 1 m lang, lancetvormig, dun, en van longitudinale ribben voorzien. De bloemstengel ontspringt aan de basis van de pseudobulb en draagt een rechtopstaande, zeer rijkbloemige tros of pluim, die bij sommige soorten tot 1 m lang kan worden, met van soort tot soort zeer verschillende kleur- en vormenrijke bloemen, beschermd door schutbladen in dezelfde kleur als de bloem.
De bloemen lijken wat op die van het geslacht Oncidium, zijn geresupineerd, tot 3 cm groot, meestal geel of groen in combinatie met roodbruin of rood. De bloemlip is scharnierend bevestigd aan de voet van het gynostemium, min of meer drielobbig, de middenlob met een schijfvormig, behaard of van uitstulpingen voorziene callus. De zijlobben staan rechtop rond het gynostemium gebogen. Het gynostemium is licht gebogen, met een eindstandige helmknop en twee harde pollinia, die door een stipum verbonden zijn met een kort rond viscidium.

## Taxonomie
Traditioneel wordt Cyrtopodium samen met de zustergeslachten Galeandra en Grobya in de aparte subtribus Cyrtopodiinae geplaatst, doch recent DNA-onderzoek door Chase et al. toont aan dat Galeandra meer verwant is aan Catasetum dan aan Cyrtopodium. Door Chase et al. worden de drie geslachten in Catasetinae geplaatst.
Het geslacht omvat ongeveer 36 soorten. De typesoort is Cyrtopodium andersonii.

### Soortenlijst
- Cyrtopodium aliciae L.Linden & Rolfe (1892)
- Cyrtopodium andersonii (Lamb. ex Andrews) R.Br. (1813)
- Cyrtopodium blanchetii Rchb.f.(1850)
- Cyrtopodium braemii L.C. Menezes (1993)
- Cyrtopodium brandonianum Barb.Rodr. (1877)
- Cyrtopodium brunneum J.A.N. Bat. & Bianch. (2004)
- Cyrtopodium cachimboense L.C. Menezes (1996)
- Cyrtopodium caiapoense L.C. Menezes (1998)
- Cyrtopodium cipoense L.C. Menezes (1998)
- Cyrtopodium cristatum Lindl. (1841)
- Cyrtopodium dusenii Schltr. (1920)
- Cyrtopodium eugenii Rchb.f. & Warm. (1881)
- Cyrtopodium flavum (Nees) Link & Otto ex Rchb. (1830)
- Cyrtopodium fowliei L.C. Menezes (1995)
- Cyrtopodium gigas (Vell.) Hoehne (1942)
- Cyrtopodium glutiniferum Raddi (1823)
- Cyrtopodium graniticum G.A. Romero & Carnevali (1999)
- Cyrtopodium hatschbachii Pabst, (1978)
- Cyrtopodium holstii L.C. Menezes (1993)
- Cyrtopodium josephense Barb.Rodr. (1891)
- Cyrtopodium kleinii J.A.N.Bat. & Bianch. (2005)
- Cyrtopodium lamellaticallosum J.A.N. Bat. & Bianch. (2004)
- Cyrtopodium latifolium Bianch. & J.A.N. Bat. (2000)
- Cyrtopodium linearifolium J.A.N. Bat. & Bianch. (2001)
- Cyrtopodium lissochiloides Hoehne & Schltr. (1921)
- Cyrtopodium longibulbosum Dodson & G.A. Romero (1993)
- Cyrtopodium macedoi J.A.N.Bat. & Bianch. (2006)
- Cyrtopodium macrobulbum (Lex.) G.A. Romero & Carnevali (1999)
- Cyrtopodium minutum L.C. Menezes (2004)
- Cyrtopodium naiguatae Schltr. (1919)
- Cyrtopodium pallidum Rchb.f. & Warm. (1881)
- Cyrtopodium palmifrons Rchb.f. & Warm. (1881)
- Cyrtopodium paludicolum Hoehne (1912)
- Cyrtopodium paniculatum (Ruiz & Pav.) Garay (1962)
- Cyrtopodium parviflorum Lindl. (1843)
- Cyrtopodium pflanzii Schltr. (1922)
- Cyrtopodium poecilum Rchb.f. & Warm. (1881)
- Cyrtopodium punctatum (L.) Lindl. (1833)
- Cyrtopodium saintlegerianum Rchb.f. (1885)
- Cyrtopodium schargellii G.A.Romero, Aymard & Carnevali (2005)
- Cyrtopodium triste Rchb.f. & Warm. (1881)
- Cyrtopodium vernum Rchb.f. & Warm. (1881)
- Cyrtopodium virescens Rchb.f. & Warm. (1881)
- Cyrtopodium willmorei Knowles & Westc. (1837)
- Cyrtopodium witeckii L.C. Menezes (2009)
- Cyrtopodium withnerii L.C. Menezes(1996)